# Marres dicomas
Marres dicomas är en stekelart som beskrevs av Walker 1841. Marres dicomas ingår i släktet Marres och familjen bredlårsteklar. Inga underarter finns listade i Catalogue of Life.